# Leandro Taub (actor)
Leandro Taub (Buenos Aires, 5 de mayo de 1983) es un actor y autor argentino de ascendencia polaca. Es conocido por haber actuado como el poeta Enrique Lihn en el film Poesía sin fin de Alejandro Jodorowsky, y por su libro Sabiduría Casera.

## Primeros años y educación
Taub nació en Buenos Aires y se crio en Bariloche. Se graduó en Licenciatura en Economía y Maestría en Finanzas en la Universidad del CEMA. También estudio numerología, yoga, cábala, chamanísmo, tarot y alquimia.

## Carrera
Taub empezó su carrera como analista financiero. A los 23 años comenzó a trabajar como asesor de inversiones. También trabajó para un Fondo de cobertura y en organizaciones en Estados Unidos y Dubái.
A los 24 años, se fue de Argentina a viajar por el mundo. Estudió con el jnana yogi Lou Couture en India, con rabinos en Israel, con chamanes en Latinoamérica, con budistas en China y con nómadas en Mongolia.
En el año 2011 trabajó con el músico argentino Fito Páez en el videoclip London Town. Ese mismo año, Taub publicó su primer libro Sabiduría Casera con el Jnana Yogi, Lou Shankara, que fue bestseller ese año. Luego de publicar su primer libro, se hizo amigo del cineasta chileno-francés Alejandro Jodorowsky, quien escribió la introducción del tercer libro de Taub, La Mente Oculta, y dos años después lo invitó a Taub a actuar en la película Poesía sin fin, que se estrenó en el Festival de Cannes en el 2016.
A lo largo de su carrera, Taub escribió 5 libros y 27 audiolibros en áreas como la cábala, el budismo, el yoga, el chamanismo, el tarot y la numerología. También dio conferencias en Argentina, México y Chile sobre sus libros y trabajo.
En el año 2021 debutó como director de cine en el film Externo, que recibió un 100% de rating de aprobación en Rotten Tomatoes basado en 5 reviews.

## Filmografía

### Largometrajes
| Año  | Título         | Director                     | Rol             |
| ---- | -------------- | ---------------------------- | --------------- |
| 2016 | Poesía sin fin | Alejandro Jodorowsky         | Enrique Lihn    |
| 2017 | Woodwind       | Fin Manjoo                   | Bonifaz         |
| 2021 | Externo        | Leandro Taub & Jonathan Taub | As Joseph       |
| 2022 | A Wounded Fawn | Travis Stevens               | As Marcel Champ |

### Documentales
| Año  | Título     | Director             | Rol          |
| ---- | ---------- | -------------------- | ------------ |
| 2015 | Quién soy? | Luis Álvarez Armenta | Leandro Taub |

### Cortometrajes
| Año  | Título                       | Director        |
| ---- | ---------------------------- | --------------- |
| 2016 | An Innocent Mind Has No Fear | Ralf Schmerberg |
| 2021 | Bed                          | Florian Tscharf |

### Próximamente
The Dream of the Guest: con los actores John Robinson, Amanda Plummer, Jean-Marc Barr y Udo Kier.

## Libros
| Año  | Título                        |
| ---- | ----------------------------- |
| 2011 | Sabiduría Casera              |
| 2012 | Santo Diablo.                 |
| 2013 | La Mente Oculta.              |
| 2014 | Homemade Wisdom.              |
| 2016 | Cuentos para la mente oculta. |
| 2016 | El Anarquista                 |

## Vida personal
En el 2015 fue pareja de la actriz argentina Celeste Cid.